# Javier Rivera
Javier Abdiel Rivera Castillo (David, Chiriquí, 17 de marzo de 1998) es un futbolista panameño que juega como defensa central en el CD Marathón de la Liga Nacional de Honduras, cedido por el Sporting SM.

## Trayectoria

### Tauro FC
Se formó en las categorías inferiores del Tauro FC jugando en los torneos reservas LPF; su debut profesional en la Primera División de Panamá fue el 20 de marzo de 2016 en el empate 0 a 0 contra la SD Atlético Nacional en el Estadio Maracaná de Panamá saliendo de titular y jugando todo el partido, en la LPF Clausura 2016 jugó 2 partidos, en la LPF Apertura 2016 jugó nuevamente 2 partidos llegando hasta semifinales, salió campeón de la LPF Clausura 2017 en donde jugó 6 partidos, en la LPF Apertura 2017 jugó 11 partidos llegando hasta semifinales, quedó subcampeón de la LPF Clausura 2018 jugó 6 partidos y anotó 1 gol, en la Liga de Campeones de la Concacaf 2018 jugó 4 partidos llegando hasta los cuartos de final, estuvo en la banca en los partidos de la Liga Concacaf 2018, salió campeón del Torneo Apertura 2018 en donde jugó 2 partidos, en el Torneo Clausura 2019 jugó 5 partidos llegando hasta semifinales.

### Atlético Chiriquí
El 21 de junio de 2019 fue anunciado como nuevo jugador del Atlético Chiriquí. Debutó con el club el 27 de julio de 2019 en la derrota 0 a 2 contra el CA Independiente en el Estadio San Cristóbal saliendo de titular jugando todo el partido, en el Torneo Apertura 2019 jugó 17 partidos y anotó 1 gol, en el Torneo Apertura 2020 solo jugó 8 partidos por el torneo se suspendio por el COVID 19, en el Torneo Clausura 2020 jugó 8 partidos y anotó 1 gol, en el Torneo Apertura 2021 jugó 15 partidos y anotó 1 gol, en el Torneo Clausura 2021 jugó 16 partidos y anotó 2 goles, en el Torneo Apertura 2022 jugó 18 partidos y anotó 1 gol llegando hasta Semifinales, en el Torneo Clausura 2022 jugó 16 partidos y anotó 1 gol.

### Sporting SM
El 2 de diciembre de 2022 fue anunciado como nuevo jugador del Sporting San Miguelito. Debutó con el club el 15 de enero de 2023 en la victoria 2 a 1 contra los Potros del Este en el Estadio Los Andes saliendo titular jugando todo el partido, en el Torneo Apertura 2023 jugó 16 partidos y anotó 1 gol llegando hasta semifinales, en la Copa Centroamericana de Concacaf 2023 jugó 4 partidos quedándose en la fase de grupos, en el Torneo Clausura 2023 jugó 18 partidos y anotó 2 goles llegando hasta semifinales.

### CD Marathón
El 28 de diciembre de 2023 fue anunciado como nuevo jugador del CD Marathón, cedido por el Sporting San Miguelito. Debutó con el club el 20 de enero de 2024 en la victoria 3 a 1 contra los Lobos UPNFM en el Estadio Yankel Rosenthal en donde fue titular y jugó todo el partido.

## Selección nacional

### Categorías inferiores
Ha sido convocado por selección sub-20 de Panamá para disputar el Campeonato Sub-20 de la Concacaf de 2017 en donde jugó 5 partidos llegando hasta las fases de clasificación y en los XI Juegos Deportivos Centroamericanos en donde jugó 3 partidos quedándose en fase de grupos.

### Participaciones en Selección Nacional
| Copa                                  | Categoría | Sede       | Resultado             | Partidos | Goles |
| ------------------------------------- | --------- | ---------- | --------------------- | -------- | ----- |
| Campeonato Sub-20 2017                | Sub-20    | Costa Rica | Fase de clasificación | 5        | 0     |
| XI Juegos Deportivos Centroamericanos | Sub-20    | Nicaragua  | Fase de grupos        | 3        | 0     |

## Clubes
| Club              | País     | Año         |
| ----------------- | -------- | ----------- |
| Tauro FC          | Panamá   | 2019        |
| Atlético Chiriquí | Panamá   | 2019 - 2022 |
| Sporting SM       | Panamá   | 2023        |
| CD Marathón       | Honduras | 2024-act.   |

## Palmarés

### Títulos nacionales
| Título           | Club     | País   | Año    |
| ---------------- | -------- | ------ | ------ |
| Primera División | Tauro FC | Panamá | 2017-C |
| Primera División | Tauro FC | Panamá | 2018-C |